# VA文庫
VA文庫（ブイエーぶんこ）は、ビジュアルアーツが2008年10月から2013年10月まで刊行していた日本のライトノベル系文庫レーベル。
当初はJANコード添付により一部のパソコンショップやキャラクターグッズ専門店のみで販売される予定であったが、創刊直前にパラダイムの協力を得てISBNコードを取得。これに伴い、一般の書店流通やパラダイムの通信販売でも取り扱っている。

## 概要
Keyを始めとするビジュアルアーツ傘下の各ブランドが発売するゲームやキネティックノベルの小説化作品や外伝作品を主なラインナップとする。ビジュアルアーツ傘下のブランドは大半がアダルトゲームを製作しているが、VA文庫においては現在のところ直接的な性表現を伴う作品（ジュブナイルポルノ）は刊行されていない。またアンソロジーなども発刊していて、ビジュアルアーツが主催する新人賞キネティックノベル大賞の受賞者が著者または挿絵師として起用されている。
書店流通版はパラダイムの発売となっており、同社のISBNコードが付されているが、パラダイム以外の出版社（ハーヴェスト出版、ソフトバンククリエイティブ他）から刊行され、現在も継続中であるビジュアルアーツ系作品の扱いが今後どうなるかに関しては公式の発表は無かったが、2013年10月以降は当レーベルの作品自体が発行されていない。

## 作品一覧
- Kanon - 1999年にパラダイムノベルスより刊行されたタイトルを加筆・修正し全年齢対象化
清水マリコ（原作：Key）
- planetarian 〜ちいさなほしのゆめ〜
涼元悠一（原作：Key） 挿画：駒都えーじ
- 名探偵失格な彼女
伏見つかさ（原作：issue） 挿画：蓮見江蘭
- ナツユメナギサ
新島夕 (原作:SAGA　PLANETS）　挿画:ほんたにかなえ/せせなやう/小桜りょう
- Rewriteノベルアンソロジー1
桃山ふみか/たねがしま鉄炮/飯山満(原作:Key）　挿画:一真/ころ/館川まこ
- Rewriteノベルアンソロジ－2
桃山ふみか/小椋正雪/飯山満 (原作:Key）　挿画:佐倉りお/ユハズ/霧生実奈
- Rewriteノベルアンソロジー3
小椋正雪/桃山ふみか/たねがしま鉄炮 (原作:Key）　挿画:Capura.L/みよしの/一真
- だってメープルは甘すぎる!〜お宇宙の科学と婚約指輪〜
宮村優　挿画:柊ましろ
- Non night Babylon〜白銀のイル〜
六花梨花 　挿画: vanilla
- リア充は爆発しろ、ガチで!
天姫あめ　挿画:nyanya
- 君と歩んで恋色ミッション
藍上ゆう　挿画:如月桐葉
- リトルバスターズ!
清水マリコ（原作：Key）挿画:ZEN